# 林森號驅逐艦 (DD-18)
林森號驅逐艦（舷號DD-18）是一艘隸屬於美國海軍的驅逐艦，為史密夫級驅逐艦的二號艦。她是美軍第一艘以林森為名的軍艦，以紀念美國內戰時的合眾國海軍軍官羅斯威爾·林森（Roswell Hawks Lamson）。
林森號在1908年於費城的克雷普父子造船廠開始建造，在1909年下水，並在1909年服役。接著林森號一直留在大西洋執勤，並在1916年協助美國海軍陸戰隊入侵多明尼加。其時墨西哥革命使中美洲政局動盪，林森號亦有前往當地戒備。美國參與第一次世界大戰後，林森號被派往亞速爾群島及法國海域，掩護協約國商船。戰後林森號在1919年退役除籍，並在同年出售拆解。